# SS San Giovanni
SS San Giovanni is een San Marinese voetbalclub uit Borgo Maggiore. De club werd opgericht in 1948 en de clubkleuren zijn wit, rood en zwart.
SP Cailungo · 
SS Cosmos · 
FC Domagnano · 
SC Faetano · 
SP La Fiorita · 
FC Fiorentino · 
SS Folgore/Falciano · 
AC Juvenes/Dogana ·
AC Libertas ·  
SS Murata · 
SS Pennarossa · 
SP Tre Fiori · 
SP Tre Penne · 
SS San Giovanni · 
SS Virtus

Voormalig:
SP Aurora ·
GS Dogana ·
SS Juvenus